# Carl Horn (Maler)

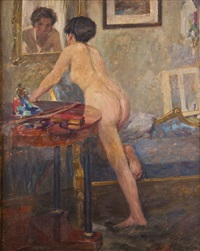
Carl Horn: Weiblicher Rückenakt

Carl (Karl) Horn (* 27. April 1874 in Kassel; † 21. Januar 1945 in Bad Oberdorf bei  Bad Hindelang im Allgäu) war ein deutscher Maler und Direktor der Nordischen Kunsthochschule in Bremen.

## Biografie
Horn studierte von 1893 bis 1894 bei Gabriel von Hackl an der Kunstakademie Kassel und von 1896 bis 1898 bei Carl von Marr an der Akademie der Bildenden Künste München. Er arbeitete als Maler von Akten, Figuren und Landschaften und war Porträtist in München. 
Horn heiratete in den 1920er Jahren Elsa Pröhl in zweiter Ehe, die Mutter von Ilse Heß – Frau von Rudolf Heß, Stellvertreter von Hitler in der NSDAP. Horn war Stiefschwiegervater von Heß. Horn pflegt enge Beziehungen zu den obersten Stellen der NSDAP.
1934 wurde die Kunstgewerbeschule Bremen zur Nordischen Kunsthochschule. Sie war die einzige Neugründung einer Kunsthochschule in der NS-Zeit, die dem Aufbau arteigener Kultur im Sinne Adolf Hitlers und dem Versuch, die NS-Rassenideologie im Bereich der Kunst umzusetzen, dienen sollte.
Gründungshochschulleiter waren Fritz Mackensen und Eduard Scotland und kurz darauf Ernst Gorsemann. 1934 wurde Horn zum Professor ernannt. Vom Februar 1935 bis 1942 wurde Horn zum Hochschulleiter berufen. Er denunzierte in dieser Zeit u. a. einen Studenten, der deshalb sieben Jahre KZ-Haft verbüßen musste. Mackensen, der Horns Ernennung anfänglich begrüßte, wandte sich zunehmend gegen ihn. Horn nahm an den Großen Deutschen Kunst-Ausstellungen von 1937 bis 1944 in München teil.
Nach dem „Englandflug“ nach Schottland von Heß am 10. Mai 1941 wurde Horn vom Bildungssenator Richard von Hoff angeraten, seinen vorzeitigen Abschied einzureichen. Ende 1941 gab er die Leitung der Hochschule auf. 

Er wohnte in Bremen-Oberneuland, Oberneulander Straße. Er starb 1945 in Bad Oberdorf, dem Wohnort seiner Stieftochter Ilse Heß. Elsa Horn blieb in Oberneuland. Die Stieftochter Ilse zog später nach Lilienthal.

## Werk
Anfang des 20. Jahrhunderts schuf er zahlreiche Jugendstil-Ex-Libris. Er schuf Landschaften und Seestücke von Bornholm, Rügen, Italien, Häfen, Stadtansichten von Dachau und Fritzlar. Zudem war Horn Genremaler, malte Figürliches, Porträts und Akte in Aquarell und Öl. Sein Lyrischer Realismus ist gekennzeichnet durch eine sensibel-harmonische, farbintensive Palette.

## Ausstellungen
- 1895: Kunstverein Fritzlar
- 1896: Eschwege
- 1897: Marburg an der Lahn
- 1900: Berlin
- 1901: München

## Werke
- Porträt Rudolf Heß, 1937
- Porträt Ernst Gorsemann, 1937[2]
- Im Biedermeierkleid, um 1937
- Stilleben mit Blumen und Kaffetasse, 1902
- Bäuerin mit Gebetbuch und junge Frau mit Strickzeug, 1902
- Balzender Auerhahn, vor 1900